# Ecsenius sellifer
Ecsenius sellifer är en fiskart som beskrevs av Springer, 1988. Ecsenius sellifer ingår i släktet Ecsenius och familjen Blenniidae. Inga underarter finns listade i Catalogue of Life.